# Scufundare cu alimentare de la suprafață

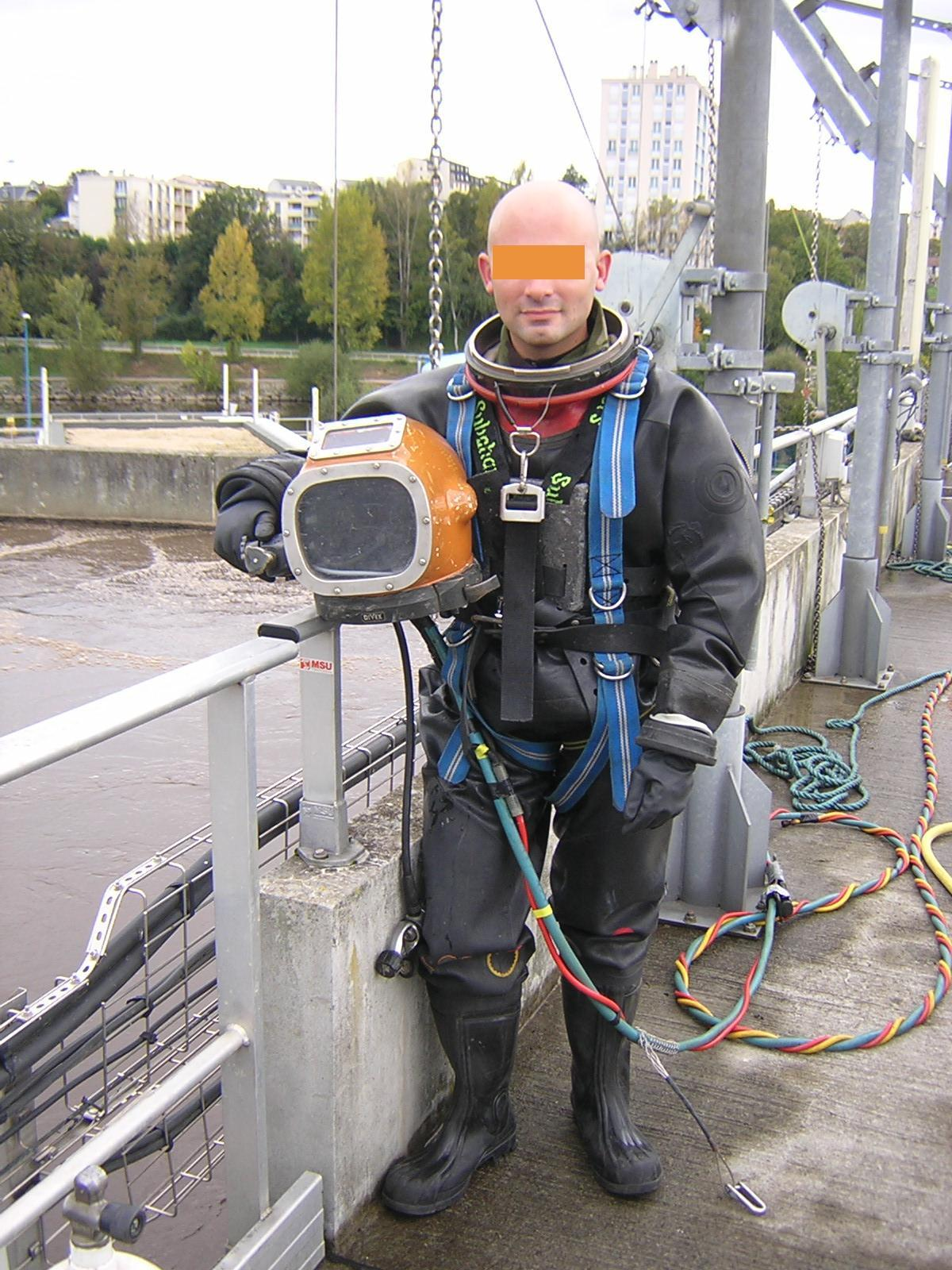
Scafandru echipat în echipament de scufundare cu alimentare de la suprafaţă şi cască rigidă în flux continuu

Scufundare cu alimentare de la suprafață este scufundarea prin care se trimite scafandrului amestecul respirator (aer sau amestec Heliox) printr-un furtun. Furtunul este atașat de un cablu de comunicații, tub pentru determinarea adâncimii, cablu electric, saulă de siguranță numit cablu ombilical sau narghilea. 
Scufundarea cu alimentare de la suprafață este din ce în ce mai mult folosită datorită multiplelor avantaje pe care le are față de scufundarea autonomă: 
- limita de adâncime de 90 m,
- rezervă de gaz nelimitată,
- posibilitatea încălzirii scafandrilor,
- controlul adâncimii etc.

Cea mai cunoscută modalitate de scufundare cu alimentare de la suprafață este cea efectuată cu echipament greu de scufundare, clasic, tip Siebe Gorman

## Scurt istoric
1691: Denis Papin propune trimiterea aerului comprimat în clopotul de scufundare cu ajutorul unei pompe de la suprafață, printr-un tub prevăzut cu supape.
1754: Richard Pocoke  descrie un costum de scafandru cu cască ce era alimentat de o pompă de aer.
1762: un alt englez, John Smeaton realizează un cilindru suflant antrenat de o roată hidraulică. Apoi, în anul 1779 Smeaton creează chesonul de scufundare cu ajutorul căruia au fost reparate fundațiile picioarelor podului de la Hewhorn, Anglia.
1776: aplicând invenția lui Smeaton, John Wilkinson realizează prima suflantă pe care o instalează în atelierul său din Wilby, Anglia. Acesta a fost primul prototip al tuturor compresoarelor mecanice.
1819: germanul Augustus Siebe inventează  echipamentul de scafandru cu cască și fără costum de scufundare în care aerul era trimis de la suprafață prin pompare. Siebe brevetează în anul 1837 o variantă perfecționată a aparatului său. La acest nou aparat, aerul suplimentar ieșea printr-o supapă laterală a căștii care la nevoie putea fi manevrată cu capul de scafandru. Costumul era complet etanș și îmbrăca scafandrul complet cu excepția mâinilor care se puteau pune în niște mănuși din cauciuc etanșe la încheieturi. Costumul mai era prevăzut și cu o garnitură solidă din cauciuc ce se prindea de pieptar. Casca era detașabilă și se putea fixa de pieptar printr-un filet special. Costumul mai era prevăzut cu tălpi din plumb. Cu aparatul Siebe se puteau efectua scufundări până la adâncimea de 54 m. Apare astfel echipamentul greu de scufundare cu costum și cască rigidă alimentat de la suprafață cu aer comprimat. Acest tip de costum de scufundare a fost fabricat în Anglia de firma Siebe Gorman & Company Ltd., precum și de Dräger AG în Germania, Galeazzi în Italia, Denayrouze în Franța, Morse Diving Equipment Company și Schrader în S.U.A., Yokohama Diving Apparatus în Japonia.
1834: americanul Norcross inventează supapa de evacuare a aerului expirat de scafandru din cască.
1850: utilizând brevetul lui Siebe, Cabirol creează un ansamblu alcătuit din pompă, cască rigidă și costum etanș, devenind astfel primul producător francez de echipament greu de scufundare
1864: la 11 Martie apare brevetul variantei perfecționate a aparatului de respirat sub apă, cu alimentare de la suprafață prin intermediul unui furtun din cauciuc și alimentat de la o pompă.
1872: pentru a concura cu Siebe și Cabirol, Denayrouze construiește propriul echipament greu, iar în anul următor aduce unele îmbunătățiri cum ar fi o supapă interioară în cască acționată cu capul de scafandru și un rezervor tampon între pompă și scafandru pentru asigurarea unui debit constant de aer.
1915: în timpul operațiunilor de ranfluare a submarinului F4 scafandrii US Navy utilizând echipament greu cu alimentare de la suprafață ating adîncimea maximă de 100 m. 
1937: este consemnată prima scufundare realizată cu amestec heliu/oxigen (Heliox) în scopuri civile, cu alimentare de la suprafață, de către americanul Max Gene Nohl, care atinge adâncimea de 128 m în lacul Michigan. Tot într-o scufundare cu caracter civil, Jack Brown atinge adâncimea de 168 m în anul 1946.
1945: suedezul  Arne Zetterström folosind un amestec respirator alcătuit din hidrogen și oxigen (Hidrox) reușește să  atingă adâncimea de 161 m.
1946: Jacques-Yves Cousteau pune la punct costumul cu volum constant. Fabricat din cauciuc vulcanizat, costumul a fost realizat special pentru scufundări cu durate mari de timp în ape cu temperatură scăzută.
1966: Bev Morgan și Bob Kirby înființează în Santa Barbara, California, firma Kirby Morgan Corporation, primul fabricant de căști rigide superușoare și de măști faciale de scufundare. 
prezent: Ca urmare a intensificării exploatării resurselor petroliere offshore, s-au făcut eforturi pentru a se adapta și perfecționa vechiul echipament clasic Siebe care devine tot mai greoi și dificil de utilizat. Perfecționările aduse noilor echipamente s-au axat în special pe realizarea unei noi generații de aparate de respirat sub apă având greutate mult redusă. Aceste noi echipamente sunt alcătuite din cască rigidă tip Kirby-Morgan cu respirație la cerere având greutate mult redusă și prevăzută cu un singur geam, sau cu respirație în flux continuu prevăzute cu două geamuri, iar în locul costumului clasic fixat de cască se utilizează un sistem de cuplare pentru casca rigidă sau masca facială format doar dintr-un inel metalic și un guler din cauciuc. În Europa principalii producători sunt firmele Comex S.A. în Franța, Dräger AG în Germania (aparatul PL 70) , Pommec Arhivat în 7 august 2008, la Wayback Machine. în Olanda, Divex în Anglia.
Echipamentul utilizat în scufundarea cu alimentare de la suprafață este alcătuit din: 
- echipament individual
- echipament colectiv.

## Echipament individual
Echpamentul individual reprezintă totalitatea pieselor principale și a accesoriilor cu care este dotat fiecare scafandru pentru efectuarea în bune condiții a lucrului sub apă.
Echipamentul individual se compune din:
- mască facială sau cască rigidă;
- aparat de respirat în circuit semiînchis sau închis
- costum de protecție termică;
- butelie de securitate;
- labe de înot;
- centură de lestare;

## Echipament colectiv

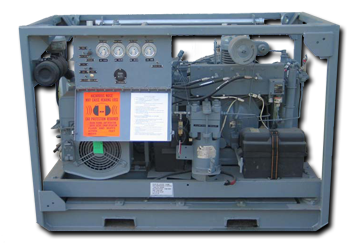
Compresor de joasă presiune

Echipamentul colectiv de regulă se află în dotarea firmelor specializate de scufundare profesională și este ales în funcție de tipul lucrărilor subacvatice. Este alcătuit din următoarele elemente principale:
- barocameră;
- turelă deschisă;
- sursa de alimentare cu amestec respirator (aer sau amestec sintetic Heliox) și care poate fi un compresor de joasă presiune sau o baterie de butelii;
- recirculator
- cablu ombilical;
- tablou de comandă și control